# Bolesław Bejnar
Bolesław Bejnar (ur. 12 sierpnia 1860 w majątku Uzułmujża, w pow. rzeżyckim, zm. 18 marca 1928 w Tarnawie Niżnej) – generał brygady Wojska Polskiego.

## Życiorys
Studiował na Wydziale Prawa Uniwersytetu Moskiewskiego i w petersburskiej Wojskowej Akademii Medycznej. W armii carskiej od 1886 roku. Początkowo na stanowisku ordynatora taszkienckiego szpitala wojskowego. W czasie I wojny światowej służył w I Korpusie Polskim.
Do Wojska Polskiego przyjęty w stopniu pułkownika. 17 czerwca 1919 roku został przydzielony do Dowództwa Powiatu Etapowego Wilno. W latach 1919–1920 lekarz wojskowy w Grodnie. 29 maja 1920 roku został zatwierdzony z dniem 1 kwietnia 1920 roku w stopniu pułkownika, w Korpusie Lekarskim, w grupie oficerów byłych Korpusów Wschodnich i byłej armii rosyjskiej. Pozostawał wówczas w rezerwie personalnej Szpitala Ujazdowskiego w Warszawie. Z dniem 30 listopada 1920 roku został przeniesiony w stan spoczynku. 26 października 1923 roku Prezydent RP Stanisław Wojciechowski zatwierdził go w stopniu generała brygady. Na emeryturze mieszkał w Tarnawie Niżnej. Tam zmarł 18 marca 1928 roku.